# Twierdza: Legendy
Twierdza: Legendy – komputerowa strategiczna gra czasu rzeczywistego, stworzona przez firmę Firefly Studios i wydana przez Take-Two Interactive w 2006 roku. Jest to gra z serii Twierdza.
Twierdza: Legendy jest zmodyfikowaną wersją drugiej części serii. Twórcy w grze częściowo zrezygnowali z warstwy ekonomicznej, poprzez uproszczenie aspektów gospodarczych oraz systemu rozbudowy i pielęgnowania zamku. W zamian położyli nacisk na dynamizm rozgrywki, wprowadzenie elementów fantasy oraz rozwinięcie sfery batalistycznej.

## Gra wieloosobowa
Od 2014 roku gra wieloosobowa nie jest wspierana przez serwis GameSpy. Gracze mogą wykorzystać serwis zewnętrzny do gry wieloosobowej, na przykład GameRanger.